# Herbert Huncke
 (septembre 2017).
- Si vous ne connaissez pas le sujet, laissez ce bandeau (vous pouvez alors contacter les auteurs).
- Si vous supprimez le contenu mis en cause (vous pouvez préalablement contacter les auteurs),

argumentez précisément cette suppression dans la page de discussion
(un manque de référence n'est pas un argument ; une recherche réelle de référence doit avoir été effectuée, être formellement documentée).
 (septembre 2017).
Si vous disposez d'ouvrages ou d'articles de référence ou si vous connaissez des sites web de qualité traitant du thème abordé ici, merci de compléter l'article en donnant les références utiles à sa vérifiabilité et en les liant à la section « Notes et références ».
Herbert Edwin Huncke (9 janvier 1915 – 8 août 1996) est une icône de la culture populaire de la beat generation. Écrivain, pionnier des droits homosexuels (il a contribué aux études sur la communauté gay avec Alfred Kinsey), toxicomane, Huncke a participé à de nombreux mouvements sociaux américains du XXe siècle.

## Premières années
Né à Greenfield, dans le Massachusetts, est dès ses débuts un homme de la rue, un laissé-pour-compte de l'éducation et un drogué. La vie d'Huncke est celle d'un hobo, un sans domicile fixe, parcourant le pays d'un train à un autre, lié seulement à l'esprit d'entraide et de camaraderie entre Sans-abris.
Bien qu'il regrette la disparition de tous liens familiaux, dans son autobiographie Guilty of Everything, il dit en avoir été empêché par sa longue peine de prison. Huncke quitte Chicago alors adolescent, peu après le divorce de ses parents. Mais, en dépit de son mode de vie, comme tous les autres membres de la beat generation, Huncke provient de la classe moyenne américaine.

## New York City & Times Square
Huncke est arrivé à New York City en 1939. Il se fait déposer au coin de la 103e rue et de Broadway. Il demande à la personne qui l'y avait amené en stop comment trouver la 42e rue. « Vous suivez Broadway », lui est-il dit, « et vous trouverez la 42e rue ». Huncke, toujours bien habillé, s'achète une boutonnière pour son veston et se dirige donc vers la 42e Rue. Lors des dix années qui suivent, Huncke est un habitué de la 42e Rue, connu sous le nom de « maire de la 42e rue ».
À ce stade, les lieux de prédilection de Huncke sont la 42e Rue et Times Square, où il se mêle à des gens de toutes sortes y compris les prostituées (hommes et femmes) et les marins. Durant la Seconde Guerre mondiale, Huncke embarque dans l'United States Merchant Marine pour les ports d'Amérique du Sud, d'Afrique et d'Europe. Il débarque sur les plages de Normandie, trois jours après le débarquement.
C'est à bord de ces navires que Huncke se serait accoutumé à la drogue, par l'usage de seringues mono-injection de morphine, nommées Syrette (en), fournies par le médecin de bord. Quand il revient à New York, il retourne à la 42e rue, et c'est après un de ces voyages qu'il rencontre l'écrivain alors inconnu William S. Burroughs, qui vendait un pistolet mitrailleur et une boîte de seringuettes de morphine. Huncke se prend immédiatement d'antipathie immédiate pour Burroughs en croyant qu'il est «chaud», en argot, agent de police déguisé ou du FBI. Après s'être assuré du contraire, il achète la morphine et, à la demande de Burroughs, lui en fait aussitôt une piqûre.
Ainsi commence une longue carrière d'usage de drogues avec Burroughs, et Huncke devient un personnage de son premier roman, Junky (publié initialement sous le pseudonyme de William Lee).
Après que Huncke ait initié Burroughs à l'art de raconter des salades et à la morphine, ces deux éléments sont devenus centraux à l'écriture de Burroughs. Huncke est aussi un ami proche de Jeanne Adams Vollmer Burroughs, la concubine de William, partageant avec elle son addiction pour les  amphétamines. À la fin des années 1940,  Huncke est invité par les Burroughs  au Texas afin de cultiver de la marijuana dans leur ferme.
Huncke est alors un gigolo bisexuel, un drogué, voleur et cambrioleur. Son autobiographie, intitulée Coupable de tout, relative à ses décennies de 1940 à 1960, ne sera publiée que dans les années 1990.
À la fin des années 1940, Huncke est recruté comme sujet de recherche d'Alfred Kinsey sur les habitudes sexuelles du mâle américain. Il est interviewé par Kinsey et recrute ses amis toxicomanes pour qu'ils y participent. Huncke est un écrivain, non publié, depuis son séjour à Chicago où gravite dans les cercles littéraires et de musiciens. Dans le monde de la musique, Huncke visite tous les clubs de jazz et se lie à Billie Holiday, Charlie Parker et Dexter Gordon (avec qui il se fait une fois arrêter dans la 42e rue pour s'être introduit dans une voiture garée). Lorsqu'il rencontre Allen Ginsberg, Jack Kerouac et William Burroughs, ceux-ci sont déjà intéressés par l'écriture mais non publiés. Ils sont inspirés par les récits d'Huncke sur la 42e rue, la vie criminelle, l'argot de la rue et sa vaste expérience en médicaments. Huncke leur raconte des histoires de la vie sur la 42e rue, sa vie d'errances avant New York et, complaisamment, les introduit à la drogue. En retour, Huncke est immortalisé dans  le « Sur la route » de Kerouac, comme le personnage de Elmer Hassel.
Bien que ce soit sa passion pour le vol, l'utilisation d'héroïne et le mode de vie hors la loi qui alimente ses activités quotidiennes, à la fin, quand il se fait attraper par la police, il ne dénonce jamais ses amis. À la fin des années 1940, Allen Ginsberg, Jack Melody et "Detroit Redhead" retournent une voiture dans Queens, en essayant de renverser un policier motocycliste. Bien que Huncke n'était pas sur les lieux du crime, il est arrêté dans Manhattan, car il vivait avec Ginsberg, et Huncke reçoit une lourde peine de prison.
"Quelqu'un devait s'y coller", dit-il quelques années plus tard.

## Carrière d'écrivain
Huncke est lui-même un conteur naturel, un caractère unique, avec une approche de la vie paradoxalement honnête. Plus tard, après la formation de ce qu'on appelle le Beat Generation, les membres de la Beat l'ont encouragé à publier ses carnets, ce qu'il fait avec un succès limité en 1964 dans le Poet's press de Diane DiPrima. Dans Huncke's Journal, Huncke utilise le mot "Beat" pour décrire une personne vivant sans argent et peu de perspectives. Huncke est considéré comme ayant inventé l'expression qui a finalement décrit toute une génération. Jack Kerouac insiste plus tard sur le fait que "Beat" est dérivé de béatification, être souverainement heureux. Toutefois, on considère que cette définition est une défense du mode de vie "beat", qui était mal vu et offensait de nombreuses sensibilités américaines.
Huncke meurt en 1996 à 81 ans. Il vivait depuis plusieurs années dans un appartement avec jardin, sur East 7th Street près de l'avenue D à New York, soutenu financièrement dans sa vieillesse par ses amis, David Sands, Jérôme Poynton, Tim Moran, Gani remorcă, Raymond Foye et bien d'autres. Il passe ses dernières années à l'Hôtel Chelsea, son  loyer étant payé par Jerry Garcia des The Grateful Dead, que Huncke n'a jamais rencontré.

## Œuvres
- (en) Herbert Huncke (postface William S. Burroughs), Guilty of everything : the autobiography of Herbert Huncke, New York, Paragon House, 1990, 210 p. (ISBN 978-1-55778-044-7, OCLC 20261471).
- (en) Herbert Huncke (excerpt) et Raymond Foye (éditeur), Guilty of everything, Madras New York, Hanuman Books, 1987 (ISBN 978-0-937815-08-3, OCLC 20392445).
- (en) Herbert Huncke (préf. Allen Ginsberg), The evening sun turned crimson, Cherry Valley, NY, Cherry Valley Editions, 1980, 224 p. (ISBN 978-0-916156-43-5, 978-0-9161-5644-2 et 978-0-9161-5645-9, OCLC 5171951).
- Huncke's Journal (Poets Press, 1965). Out of Print. Edited by Diane DiPrima, foreword by Allen Ginsberg.
- The Herbert Huncke Reader edited by Ben Schafer (New York: Morrow, 1997),  (ISBN 978-0-688-15266-6). (Includes the complete texts of The Evening Sun Turned Crimson and Huncke's Journal).
- Again–The Hospital (White Fields Press, Louisville, 1995). 1/50 copies. (Broadside; single sheet, measuring 12 by 22 inches, illustrated with a photograph of Huncke.)
- Herbert E. Huncke 1915-1996 (New York: Jerry Poynton 1996). (Limited edition of 100 copies of the program for the Herbert Huncke memorial at Friends Meetinghouse, New York City. Includes original texts.)

## Œuvre traduite en français
- Herbert Huncke (trad. de l'anglais par Héloïse Esquié, préf. William S. Burroughs et Bernard Comment), Coupable de tout [« The Herbert Huncke Reader »], Paris, Éditions du Seuil, coll. « Fiction & Cie », 2009, 480 p. (ISBN 978-2-02-099007-3).